# Gajabahu I
Gajabahu I (Gamani II) fou un rei d'Anuradhapura (Sri Lanka) que va governar del 113 al 135, succeint al seu pare Vankanasika Tissa. El seu nom vol dir "Braç fort" i fou un rei de gran valentia personal.
Va començar el regnat construint un vihara dedicada a la seva mare, en terres comprades per ella en la jungla de la rodalia de la capital, al lloc on, quan era jove, un monjo li va profetitzar que seria reina; la construcció es va fer amb fons aportats per la reina mare mentre el rei construïa una dagoba al mateix lloc. Després, per obtenir suport popular, va construir un tanc d'aigua destinat a abastir al Abhayagiri Vihara, i a més a més va ornamentar el Mirisvetiya Vihara dedicant-li a les terres comprades per cent mil peces de diners (massa)
Gajabahu després va procedir a venjar els insults dels tàmil que en el regnat anterior havien envaït l'illa; va marxar pel Pont d'Adam amb un exèrcit important manat per Nela-Yodhaya, devastatant el país i va amenaçar de destruir Tanjore fins als fonaments si el rei cola no retornava els 12.000 singalesos que havia fet presoners i a més hi afegia el doble número de tàmil per ser portats a Ceilan com a ostatges. El rei cola va haver d'acceptar i Gajabahu va tornar llavors a Anuradhapura amb els presoners rescatats, els tàmils ostatges i la relíquia del bol d'almoines (plat de refacció) de Buda que el rei Walagambahu I s'havia deixat enrere quan va fugir precipitadament i fou agafat per un dels caps militars dràvides que després va retornar al regne Chola amb el seu trofeu, a més d'altres coses valuoses com els ornaments dels peus de la deessa Patiny Devi i els braços de quatre deus que les forces singaleses havien saquejat. Els captius alliberats foren restaurats en les seves propietats, mentre els ostatges foren autoritzats a residir al districte anomenat Cooroo Rata (Literalment "el país on són caçats els elefants") després conegut com a Alut Cooroo Corle, no molt al nord de Colombo; els habitants del districte encara conserven al dia d'avui rastres del seu origen continental.
Els darrers anys del seu regnat Gajabahu els va dedicar a construir el Ramaka Vihara i la sala del Maha Asana a Anuradhapura. Va morir el 125 després de regnar vint anys. El va succeir el seu sogre Mahallaka Naga (Mahalumaana), un home ja molt vell.